# Кантемировы
Кантеми́ровы — осетинская фамилия. В Осетии существует 2 фамилии Кантемировых: дигорская (осет. Хъантемуртæ) и иронская (осет. Хъантемыратæ).

## Этимология
Фамилия происходит от имени Кантемир, которое в свою очередь имеет основу, состоящую из двух слов, происходящих от монгольско-тюркского слова: Кан, Ган, Хан — обозначающее титул «Хан», «Государь» и от тюркского слова: темир — «железо», что можно перевести, как Железный Хан, с присоединением русского суффикса — ов.

## Дворянский род
Определением Правительствующего сената (07 августа 1873) статский советник Эдуард Николаевич Кантемиров, по Всемилостивейше пожалованному ему (08 апреля 1873) ордену Святого Владимира 4-й степени, утверждён в потомственном дворянстве, с правом на внесение в третью часть дворянской родословной книги (Герб. Часть XIII. № 156).

### Описание герба
В голубом щите вертикально золотая дубовая ветвь с тремя листьями и двумя желудями. Кайма щита золотая, на ней девять красных шестиконечных звёзд. Над щитом дворянский коронованный шлем. Нашлемник: золотой, с красными глазами и клювом пеликан, питающий красной кровью трёх золотых, с красными глазами и клювами птенцов. Намёт: справа голубой с золотом, слева красный с золотом. Девиз: <<Наукой и службою>> золотыми буквами на голубой ленте.

## Генеалогия
Арвадалта
Кантемировы находятся в родстве (осет. æрвадиуæг кæнынц) и с такими фамилиями, как Бадтиевы, Байматовы, Дзампаевы, Псхациевы. По преданию, фамилии эти образовались от имён братьев — переселенцев из Мамисона в Даргавс: Бадти, Баймата, Дзампа и Псхаца.